# Tentacle Ridge
Tentacle Ridge ist ein langer, teilweise eisfreier Gebirgskamm südlich des Mount Longhurst, der sich von der Mündung des McCleary-Gletschers nach Südosten entlang der Nordflanke des Darwin-Gletschers erstreckt.
Die Darwin-Gletscher-Mannschaft der Commonwealth Trans-Antarctic Expedition (1955–1958) benannte ihn nach seiner an Tentakel (englisch: tentacle) erinnernden Form.